# Becsky Andor
Becsky Andor, családi nevén Becski, álnevei: Babos Antal, Pap Gábor (Sárközújlak, 1898. február 28. – Budapest, 1978. október 31.) magyar újságíró, költő, író. Becski Irén bátyja.

## Életútja
1916-ban Kolozsvárt végezte a kereskedelmi akadémiát. Mint avantgárd költő a Keleti Újság, Napkelet, Vasárnapi Ujság, Új Genius, Periszkop, A Jövő Társadalma s más haladó lapok munkatársa. Antal Jánossal együtt kiadott verseit Dienes László vezette be (Verseskönyv, Kolozsvár, 1923).
Szentimrei Jenővel együtt szervezte a Stúdió kolozsvári munkásszínpadot, itt került előadásra 1930-ban Órák a halál előtt című színjátéka, mely látomásszerűen ábrázolta a kapitalista társadalom ellentétes típusait és elkerülhetetlen válságát. "Deracionált" munkáskórusaival kapcsolatban Gaál Gábor megjegyzi: "A kitűnő gárda szervezőjének, betanítójának és szövegírójának, Becsky Andornak nem szabad elfelejtenie, hogy itt azután tényleg csak a mondanivaló, az ideológiai tudatosítás s a legközvetlenebb és legegyszerűbb forma a fontos..." Az illegális kommunista mozgalomban vállalt szerepe során el kellett hagynia az országot, s külföldről Babos Antal, majd Pap Gábor néven lett a Független Újság és a Korunk munkatársa.
Bécsi, berlini és párizsi emigrációs évek után Budapesten telepedett le, s a Korunk budapesti szerkesztője lett. Útinapló 1933 című versciklusa már realista; irodalomkritikai írásaiban a népi írók balszárnyát támogatja antifasiszta szellemben. A második világháború időszakától hosszú ideig tisztviselő, 1957-től a Színháztudományi Intézet munkatársa volt. Emlékezéseit Asztalos Istvánról, Antal Jánosról, Aradi Viktorról, Brassai Viktorról, Dienes Lászlóról, Gaál Gáborról, Józsa Béláról, József Attiláról, Radnóti Miklósról, Salamon Ernőről Kortársak (Budapest, 1974) című kötete foglalja össze; a Korunk alapításának körülményeiről való emlékeit az 1976-os Korunk Évkönyv közölte.